# Srirampur
Srirampur là một thị trấn thống kê (census town) của quận Barddhaman thuộc bang Tây Bengal, Ấn Độ.

## Địa lý
Srirampur có vị trí 22°57′B 88°01′Đ / 22,95°B 88,02°Đ Nó có độ cao trung bình là 19 mét (62 feet).

## Nhân khẩu
Theo điều tra dân số năm 2001 của Ấn Độ, Srirampur có dân số 17.715 người. Phái nam chiếm 51% tổng số dân và phái nữ chiếm 49%. Srirampur có tỷ lệ 70% biết đọc biết viết, cao hơn tỷ lệ trung bình toàn quốc là 59,5%: tỷ lệ cho phái nam là 77%, và tỷ lệ cho phái nữ là 63%. Tại Srirampur, 11% dân số nhỏ hơn 6 tuổi.